# Arginiltransferaza
Arginiltransferaza (EC 2.3.2.8, arginin transferaza, arginil-transfer ribonukleat-proteinska aminoaciltransferaza, arginil-transfer ribonukleat-proteinska transferaza, arginil-tRNK proteinska transferaza) je enzim sa sistematskim imenom L-arginil-tRNK:protein arginiltransferaza. Ovaj enzim katalizuje sledeću hemijsku reakciju
-arginil-tRNK + protein {\displaystyle \rightleftharpoons } tRNK + L-arginil-protein
Za dejstvo ovog enzima je neophodan merkaptoetanol i univalentni katjon.

## Literatura
- Nicholas C. Price; Lewis Stevens (1999). Fundamentals of Enzymology: The Cell and Molecular Biology of Catalytic Proteins (Third изд.). USA: Oxford University Press. ISBN 019850229X.
- Eric J. Toone (2006). Advances in Enzymology and Related Areas of Molecular Biology, Protein Evolution (Volume 75 изд.). Wiley-Interscience. ISBN 0471205036.
- Branden C; Tooze J. Introduction to Protein Structure. New York, NY: Garland Publishing. ISBN 0-8153-2305-0.
- Irwin H. Segel. Enzyme Kinetics: Behavior and Analysis of Rapid Equilibrium and Steady-State Enzyme Systems (Book 44 изд.). Wiley Classics Library. ISBN 0471303097.

## Spoljašnje veze
- Arginyltransferase на 